# Ftalsyraanhydrid
Ftalsyraanhydrid är en organisk förening med formeln C6H4(CO)2O. Det är en anhydrid av ftalsyra.

## Historia
Ftalsyraanhydrid upptäcktes år 1836 av den franske kemisten Auguste Laurent som framställde den genom att oxidera stenkolstjära.

## Framställning
Idag framställs ftalsyraanhydrid industriellt genom oxidation av ortoxylen (C6H4(CH3)2) eller naftalen (C10H8).
{\displaystyle {\rm {C_{6}H_{4}(CH_{3})_{2}+3\ O_{2}\rightarrow C_{6}H_{4}(CO)_{2}O+3\ H_{2}O}}}
För laboratoriebruk kan ftalsyraanhydrid framställas genom dehydratisering av ftalsyra (C6H4(COOH)2).

## Användning
Ftalsyraanhydrid reagerar med alkoholer (alkolys) och bildar ftalater och många andra viktiga organiska ämnen som till exempel ftalimid.